# 1786 en Italie
Chronologie de l'Italie
- 1782
- 1783
- 1784
- 1785
- 1786
- 1787
- 1788
- 1789
- 1790

## Événements
- 18 janvier : le duc de Caracciolo, vice-roi de Sicile, est appelé à Naples. Son successeur le prince de Caramanico continue son action[1]. Il fait appel à de nombreux réformateurs siciliens et se livre à de vastes enquêtes sur l’économie de l’île, fait créer des écoles élémentaires, recueille les avis sur la division des terres domaniales. Il convainc le Parlement d’accepter un nouveau cadastre, limite les droits féodaux et les droits héréditaires, divise les domaines afin de les transformer en propriétés libres et envisage la concession des terres d’Église sous forme de baux emphytéotiques (99 ans).
- 26 janvier : Léopold de Toscane, influencé par le janséniste Scipione de' Ricci, propose aux évêques de Toscane 57 « points ecclésiastiques », base d’une réforme future[2] (contrôle du clergé, réforme des réguliers, redistribution de leurs biens aux institutions d’assistance et d’éducation).
- 1er mai : institution du Consiglio di Governo, Conseil unique comprenant sept départements pour administrer le Milanais[3].

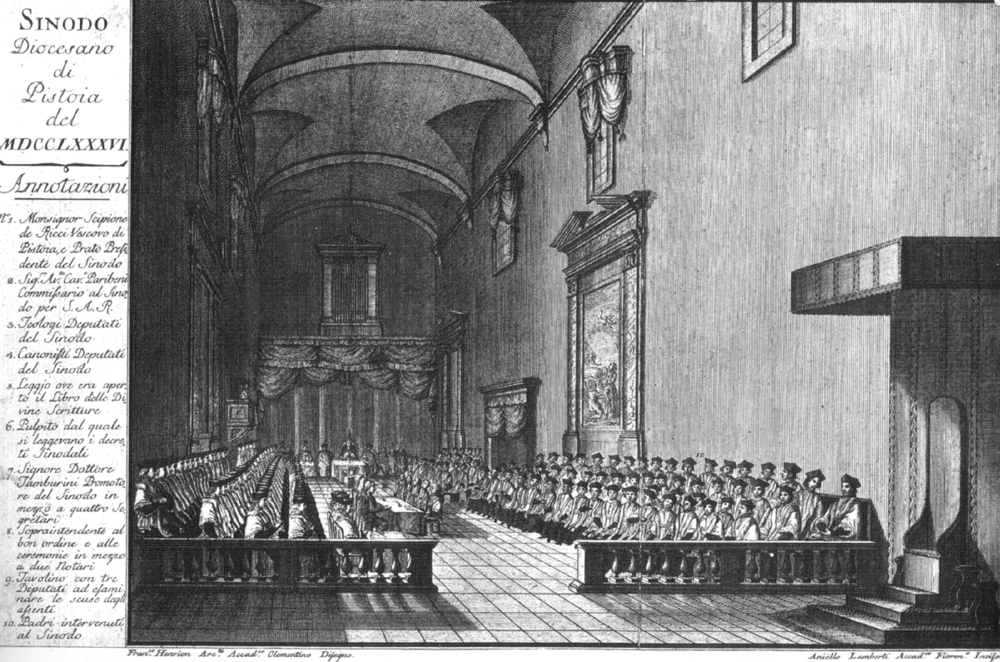
18-28 septembre : synode de Pistoia

- 18 - 28 septembre : Scipione de' Ricci tient le synode de Pistoia pour répondre aux 57 questions du grand-duc de Toscane[4]. Il soutient que « l’autorité de l’Église réside dans le corps des pasteurs » que « le Prince… évêque de l’extérieur… procure la concorde de l’Église », que les fêtes religieuses sont prétexte « … à banquets, beuveries, jeux… » Une majorité d’évêques conservateurs désavouent le grand duc qui doit se contenter de réformes mineures.
- 26 septembre : réorganisation administrative en Lombardie, divisée en huit circonscriptions ayant à leur tête des intendants[3]. Le concordat de 1757 est dénoncé : le clergé est soumis aux tribunaux ordinaires, le recrutement des curés contrôlé par le gouvernement et la fonction éducative de l’Église concurrencé par la création d’écoles primaires d’État. Au même moment les « Constitutions » conférés par Charles Quint en 1541, le Sénat, les anciennes institutions de Milan et les corporations sont abolis. La politique de Joseph II se heurte à de très fortes résistances locales. La noblesse continue de facto à dominer les pouvoirs municipaux et, alliée au clergé, provoque émeutes et émotions populaires.
- 30 novembre : Léopold de Toscane publie un code de procédure criminelle inspiré de Beccaria qui abolit la torture, la peine de mort et la prison pour dettes[5].

## Culture
- Le liquoriste de Turin Antonio Benedetto Carpano invente la recette du vermouth[6].

### Opéras créés en 1786
- Œdipe à Colone,  opéra en trois actes d'Antonio Sacchini sur un livret de Nicolas-François Guillard, créé à la cour de Versailles, en présence du roi et de la reine Marie-Antoinette.
- Clementina zarzuela en 2 actes de Luigi Boccherini sur un livret de Ramón de la Cruz, créé  au palais Puerta de la Vega de Madrid.
- Les Horaces, tragédie lyrique d'Antonio Salieri, livret de Nicolas-François Guillard, d'après Horace (1640) de Pierre Corneille, créé  à Versailles le 2 décembre 1786.
- Ariarate, dramma per musica en trois actes d'Angelo Tarchi, livret de Ferdinando Moretti, créé au Teatro alla Scala, à Milan, pour le carnaval de 1786.

## Naissances en 1786
- 2 janvier : Prospero Minghetti, peintre néo-classique. († 17 février 1853)
- 28 janvier : Carlo Maria Viganoni, peintre néo-classique. († 8 novembre 1839)
- Janvier : Giuseppe Merati, 81 ans, érudit italien. membre de l’Académie d'Arcadie. (° 1704)

- 8 mars : Ulisse d'Arco Ferrari, militaire et homme politique, patriote de l'unité italienne du royaume de Sardaigne, ministre des Affaires étrangères du 16 décembre 1848 au 11 mai 1849. († 21 avril 1869)
- 17 mars : Giuseppe Manno, homme politique, président du sénat du royaume de Sardaigne, entre le 13 février 1849 et le 29 mai 1855. († 25 janvier 1868)
- 25 mars : Giovanni Battista Amici, astronome et un microscopiste. († 10 avril 1863)
- 22 mai : Antonio Brignole Sale, noble italien, onzième marquis de Groppoli, homme d'État, ministre et ambassadeur illustre du royaume de Sardaigne. († 10 avril 1863)
- 4 juillet : Giannandrea Romeo (ou Giovanni Andrea Romeo), patriote italien du Risorgimento et de l'insurrection dans le royaume des Deux-Siciles de 1847. († 28 avril 1862)
- 25 juillet : Giacomo Cordella, compositeur d'opéras et de musique sacrée. († 8 mai 1847)
- 30 juillet : Antonio Alessandrini, médecin et universitaire, professeur d'anatomie comparée à l'université de Bologne. († 6 avril 1861)
- 4 septembre : Tommaso Gasparo Fortunato Barsotti, compositeur. († avril 1868)
- 15 octobre : Giovanni Serafini, cardinal, créé par le pape Grégoire XVI lors du consistoire du 27 janvier 1843. († avril 1868)
- 24 octobre : 
  - Carlo Bartolomeo Bermondi,  homme politique, sénateur de la province de Nice au Parlement du royaume de Sardaigne. († 27 mars 1855)
  - Giovanni De Min, graveur et peintre, de style néoclassique. († 23 novembre 1859)
- 20 décembre : Pietro Raimondi, compositeur de la période faisant la transition entre l'époque classique et l'époque romantique. († 30 octobre 1853)
- 28 décembre : Gaetano Melzi, aristocrate, bibliophile et bibliographe, auteur de deux ouvrages de référence. († 9 septembre 1851)

## Décès en 1786
- 27 février : Giovanni Cadonici, 81 ans, théologien, auteur de plusieurs ouvrages contre les molinistes et la cour de Rome. (° 1705)
- 20 avril : Giuseppe Antonio Taruffi, 71 ans, poète. (° 1715)
- 3 juin : François Bigottini (Francesco  Bigottini), 69 ans, acteur, écrivain, dramaturge, directeur de théâtre, décorateur et machiniste. (° 1717)
- 27 juin : Girolamo Ferri, 72 ans, littérateur et latiniste. (° 5 février 1713)
- 28 juillet : Carlo Marchionni, 84 ans, architecte, sculpteur et dessinateur. (° 10 février 1702)
- 29 juillet : Giambattista Roberti (ou Giovanni Battista Roberti), 84 ans, écrivain, poète et érudit jésuite. (° 4 mars 1719)
- 31 juillet : Antonio Branciforte Colonna, 75 ans, évêque d'Agrigente, cardinal, créé par le pape Clément XIII le lors du consistoire du 26 septembre 1766, qui fut nonce apostolique à Venise. (° 28 février 1711)
- 10 septembre : Giuseppe Agosti, 71 ans, prêtre jésuite et botaniste de renom. (° 10 février 1715)
- 14 septembre : Giuseppe Maria Mazzolari, 74 ans, jésuite, humaniste et poète latin, connu aussi sous le nom de Giuseppe Mariano Partenio. (° 1712)
- 18 septembre : 
  - Giovanni Battista Guadagnini (ou Giambattista Guadagnini), 75 ans, luthier considéré comme l'un des plus remarquables de l'histoire. (° 23 juin 1711)
  - Ottaviano Diodati, 69 ans, homme de lettres et éditeur. (° 5 octobre 1716)
- 29 septembre : Giovanni Girolamo Carli, 66 ans, érudit, secrétaire perpétuel de l’Académie des sciences, arts et belles-lettres de Mantoue. (° 1719)
- 6 octobre : Antonio Sacchini, 56 ans, compositeur de l'école napolitaine. (° 14 juin 1730)
- 26 décembre : 
  - Gasparo Gozzi, 73 ans, écrivain et dramaturge. (° 4 décembre 1713)
  - Antonio Brunetti, 42 ou 49 ans, violoniste napolitain. (° 1735 ou 1744)

- Giacomo Rust (ou Rusti) compositeur d'opéras, probablement d'ascendance allemande.